# Шоптеріу
Шоптеріу (рум. Șopteriu) — село у повіті Бистриця-Несеуд в Румунії. Входить до складу комуни Урменіш.
Село розташоване на відстані 295 км на північний захід від Бухареста, 39 км на південь від Бистриці, 56 км на схід від Клуж-Напоки.

## Населення
За даними перепису населення 2002 року у селі проживали 470 осіб. Рідною мовою 469 осіб (99,8%) назвали румунську.
Національний склад населення села:
| Національність | Кількість осіб | Відсоток |
| -------------- | -------------- | -------- |
| румуни         | 437            | 93,0%    |
| цигани         | 19             | 4,0%     |
| угорці         | 14             | 3,0%     |